# SZD-28
SZD-28 – projekt polskiego dwukadłubowego szybowca doświadczalnego opracowany w Szybowcowym Zakładzie Doświadczalnym w Bielsku-Białej.

## Historia
W 1960 r. w Szybowcowym Zakładzie Doświadczalnym rozpoczęto prace nad projektem dwukadłubowego szybowca doświadczalnego SZD-28 (latające laboratorium). Miał on być przeznaczony do prowadzenia badań profili płatów w warunkach jak najbardziej zbliżonych do rzeczywistych. W tym celu przewidywano montowanie między kadłubami segmentu skrzydła z profilem do testów. Projekt wstępny opracowywał inż. Zbigniew Badura i inż. Tadeusz Łabuć. W konstrukcji tej przewidywano użycie kadłubów szybowca SZD-9 Bocian 1D. 
Załogę miał stanowić pilot zajmujący miejsce w lewym kadłubie na przednim siedzeniu, choć przewidywano także możliwość zabierania asystenta w prawym kadłubie. Oprócz załogi zabierana miała być aparatura pomiarowa o wadze do 50 kg.
Po zarzuceniu prac nad tym projektem rozważano jeszcze możliwość budowy innego typu szybowca doświadczalnego o oznaczeniu SZD-28 Kondor.
W 1959 r. inż Józef Niespał opracował niezrealizowany projekt szybowca treningowego o oznaczeniu SZD-28 Sowa.